# جبار بن صخر
جبار بن صخر (المتوفي سنة 30 هـ) صحابي من الأنصار من بني عبيد بن عدي من الخزرج، شهد بيعة العقبة الثانية، وآخى النبي محمد بينه وبين المقداد بن عمرو. شهد جبار مع النبي محمد المشاهد كلها، كما كان النبي محمد يستعمله خارصًا ليُقدّر له زكاة نخيل خيبر. توفي جبار في خلافة عثمان بن عفان.